# Omphaliaster
Omphaliaster es un género de hongos de la familia Tricholomataceae. Es un género de distirbución amplia predominantemente en regiones templadas del hemisferio norte.  Contiene siete especies.